# Slumber Party Massacre III
Slumber Party Massacre III è un film horror slasher del 1990 diretto da Sally Mattison e scritto da Bruce Carson. Si tratta di un sequel di Slumber Party Massacre II ed è l'ultimo capitolo della saga.

## Produzione
Con un budget stimato intorno ai 350,000 dollari, si tratta del capitolo più costoso della trilogia.

## Distribuzione
Negli Stati Uniti il film venne proiettato in un numero limitato di sale cinematografiche il 7 settembre del 1990. Guadagnò 1,242,995 di dollari al botteghino e venne presto pubblicato in VHS dalla New Horizons Home Video.
Il film è invece uscito in DVD due volte. La prima volta distribuito dalla New Concorde Home Entertainment nel settembre del 2000. Nei contenuti speciali erano presenti anche i trailer di The Slumber Party Massacre, Slumber Party Massacre II e Sorority House Massacre II. La seconda volta, invece, nel 5 ottobre 2010,  quando Shout! Factory ha distribuito un'edizione speciale in DVD contenente l'intera trilogia.
In Italia il film, come i suoi predecessori, non è mai stato distribuito al cinema o per l'home video.